# أمجد طعمة
أمجد طعمة (05نوفمبر 1972 -)، ممثل ومخرج وإعلامي سوري، وهو عضو في نقابة الفنانين السوريين.
مثل وأخرج عدد من المسرحيات وله مشاركات تلفزيونية وسينمائية، وعمل كمقدم ومعد برامج في عدة إذاعات وفضائيات سورية خاصة وعامة.

## وظائف شغلها
انتقل مع بداية عام 2009 إلى إذاعة أرابيسك السورية الخاصة وحتى توقفها المؤقت مع بداية الحرب السورية.
معاون مدير قناة تلاقي الفضائية ورئيس دائرة البرامج الدورية فيها منذ عام 2014 وحتى إغلاق القناة في خريف 2016.
أستاذ محاضر في جامعة دمشق كلية الإعلام 2015.
مدرب في معهد الإعداد الإعلامي – دمشق 2015.
في عام 2016 غادر سورية إثر إغلاق قناة تلاقي للعمل في العراق، بمنصب المدير التنفيذي لقناة سامراء الفضائية (أربيل).

## المؤهلات العلمية
إجازة في الآداب، قسم صحافة-جامعة دمشق 1995-1996
دبلوم في التأهيل التربوي، كلية التربية جامعة دمشق 2000-2001

## أعماله

### المسرح
- زمن الفيران، المسرح الجامعي 1996.
- تلفزيون الكليات، المسرح الجامعي 1996.
- كاليغولا، المسرح القومي إخراج جهاد سعد 1996.
- تحت الأنظار، (إخراج وتمثيل)، حازت المسرحية على جائزة أفضل عمل للمسرح الجامعي في حماة عام 1997.
- الحق بالوصول، (إخراج وتمثيل) المسرح الجامعي 1998.
- أموات مجانين جداً، المسرح الجامعي 1998.
- زائر الليل، المسرح الجامعي 1998.
- هكذا أفضل، (إخراج وتمثيل) حازت المسرحية على جائزة أفضل عرض للمسرح الجامعي في دير الزور عام 1999 كما حاز أمجد على جائزة أفضل ممثل على دوره فيها.
- يقظة الربيع، المسرح القومي إخراج د. رياض عصمت 2000.
- يوميات مجنون، (مساعد مخرج وممثل) المسرح القومي 2001.
- كهرب، (مساعد مخرج) المسرح القومي 2002.
- نور العيون، المسرح القومي 2002.
- الريشة البيضاء، مسرح الطفل 2002.
- أجزاء، (تأليف وإخراج) مستوحاة من نصوص للإعلامي اللبناني طلال سلمان المسرح القومي السوري 2008.
- في الهوى ع الهو، (مؤلف وممثل) 2009.

### التلفزيون

#### تمثيل
- حالات، إخراج نبيل المالح 1996.
- دنيا، مثل في حلقة واحدة أدى فيها دور مذيع تلفزيوني، إخراج عبد الغني بلاط 1999.
- الخوالي، إخراج بسام الملا 2000.
- الأيام المتمردة، إخراج هيثم حقي 2000.
- حمام القيشاني (الجزء الرابع)، إخراج هاني الروماني 2001.
- أبيض أبيض، إخراج عابد فهد 2001.
- المتنبي، إخراج فيصل الزعبي 2003.
- ربيع بلا زهور، إخراج علاء الدين كوكش 2003.
- سلملي عليه (فيلم تلفزيوني)، إخراج سهير سرميني عرض في ليلة رأس سنة 2004.

#### إعداد وتقديم
أعد وقدم مجموعة كبيرة من الحوارات والمقابلات والتقارير التلفزيونية للفضائية السورية، بدأً من عام 2002
- معد ومقدم لبرنامج (كواليس) للتلفزيون السوري 2003
- معد ومقدم لفقرة إخبارية منوع بثت على الهواء، الفضائية السورية بعنوان (ع القد) 2003
- معد ومقدم لبرنامج (عالم صغير) المنوع بث على الهواء، الفضائية السورية، 2004
- معد ومقدم لبرنامج حواري على هواء الفضائية السورية وصوت الشباب بذات الوقت بعنوان: TV.fm يناقش بتحليل مضمون كل ما يظهر على شاشات التلفزيون 2005
- معد ومقدم أول مسابقة سورية Top model Syria 2005 على القنوات السورية الثلاثة (أولى، ثانية، فضائية).
- معد ومقدم لبرنامج مسابقات يومي بث بالاشتراك مع الإذاعة، بعنوان(متل معنا) رمضان أعوام 2005 - 2006- 2007
- مقدم لحفلات مهرجان القلعة والوادي، حمص 2006
- معد ومقدم لتغطية مهرجان شبابلك الأول 2006
- معد ومقدم لبرنامج (من العيد للعيد) منوع، حواري ومسابقات 2006
- تقديم حفلات مهرجان بصرى الشام لأكثر من دورة ابتداء من 2007
- معد ومقدم للبرنامج المنوع (من العيد للعيد) على الفضائية السورية والقناة الأولى وإذاعة صوت الشباب بين عيدي الأضحى والميلاد معتمداً على استضافة ثنائيات فنية في حوار منوع مع وجود فرقة موسيقية 2007 واستمر البرنامج في موسم الأعياد 2008
- تقديم سهرة رأس السنة على القنوات السورية الثلاث لعام 2007 - 2008
- معد ومقدم برنامج (كلام كبير) على الفضائية السورية أيام عيد الأضحى 2008
- معد ومقدم برنامج (ضيوفكم) على الفضائية السورية 2008
- معد ومقدم برنامج (أنت نفسك؟) على الفضائية السورية 2009
- معد ومقدم برنامج (جيلنا) على الفضائية السورية من 2007 ولغاية 2012
- معد ومقدم أول برنامج تحليل نفسي بعنوان (بيني وبينك) القناة الفضائية السورية رمضان 2010
- معد ومقدم لبرنامج ضيوف 18 الخاص باستضافة كبار النجوم العرب والأجانب ضيوف مهرجان دمشق السينمائي 2010 معد ومقدم برنامج (هنا دمشق) على الفضائية السورية وصوت الشباب منذ 2011 - 2012

- معد ومقدم برنامج (اكسترا تلاقي) على قناة تلاقي الفضائية 2014 -2016
- معد ومقدم البرنامج الساخر (غداً قد نلتقي) على قناة تلاقي الفضائية 2014 - 2016

### الإذاعة
- معد ومقدم لبرنامج (كلام، سكر زيادة) الإذاعة السورية، صوت الشباب 2003-2004 -2005
- معد ومقدم لبرنامج ساخر (شي جنون) الإذاعة السورية، صوت الشباب 2004
- معد ومقدم لبرنامج، (TV.FM) الإذاعة السورية، صوت الشباب 2004
- معد ومقدم لبرنامج ساخر (عن شو لشو) الإذاعة السورية صوت الشباب رمضان 2004
- معد ومقدم لبرنامج (جملة مفيدة) الإذاعة السورية صوت الشباب 2005
- معد ومقدم برنامج ساخر (عقلك براسك) الإذاعة السورية صوت الشباب 2005
- معد ومقدم برنامج عن الصحافة في أسبوع بعنوان (بالنتيجة) الإذاعة السورية صوت الشباب 2005
- معد ومقدم لبرنامج صباحي منوع بعنوان (صباحو) الإذاعة السورية صوت الشباب عامي 2005 - 2006
- معد ومقدم برنامج صورة الإذاعة السورية، صوت الشباب سياسي ساخر مترافق مع الحرب على لبنان 2006
- معد ومقدم برنامج (دردشة مسرحية) مع كبار المسرحيين السوريين 2006
- معد ومقدم في التغطية الإذاعية لمهرجان دمشق المسرحي الثالث عشر 2006
- معد ومقدم في التغطية الإذاعية لمهرجان القلعة والوادي، حمص 2006
- الإذاعة الخفية بث في رمضان 2007.
- معد ومقدم لتغطية مهرجان المحبة 2007
- مقدم لأول تغطية على الهواء من حوامة لمنافسات بطولة القفز المظلي الدولية 2007
- مقدم لأول حفلة شاطئية في سورية على الهواء 2007
- مقدم لعدد من السهرات الفنية في الإذاعات السورية، البرنامج العام، صوت الشعب وصوت الشباب بدأً من 2003
- برنامج روح شايفلك يرصد الحياة في الشارع السوري، إذاعة أرابيسك 2009
- برنامج فرندك حواري يربط بين الإذاعات المحلية والدولية وإذاعة أرابيسك
- معد ومقدم لبرامج أخرى وفقرات إذاعية عديدة منوعة في الإذاعة السورية، صوت الشباب
- معد ومقدم برنامج تفاصيل إذاعة صوت الشعب 2013 – 2014
- فترة بث مباشر صباحية كل خميس إذاعة صوت الشعب 2012 - 2013 - 2014

### السينما
- غراميات نجلا، إخراج نبيل المالح 2000.
- رؤى حالمة، إخراج واحة الراهب 2002.

## وصلات خارجية
- صفحة الفيسبوك الرسمية